# 西詹姆斯敦 (紐約州)
西詹姆斯敦（英語：Jamestown West）是位於美國紐約州學托擴縣的普查規定居民點。

## 人口
根據2020年美國人口普查的數據，西詹姆斯敦的面積為6.53平方千米，皆為陸地。當地共有人口2652人，而人口密度為每平方千米406.13人。